# Auchtertool (Schottland)
Auchtertool ist eine schottische Ortschaft im Südwesten der Council Area Fife. Sie liegt etwa sechs Kilometer westlich von Kirkcaldy und 17 km ostnordöstlich von Dunfermline.
Zwischen 1845 und 1927 befand sich in der Ortschaft eine Whiskybrennerei namens Auchtertool.